# Brynkiszki
Brynkiszki (lit. Brinkiškės) − wieś na Litwie, w rejonie wileńskim, 4 km na południowy wschód od Duksztów, zamieszkana przez 60 ludzi. Przed II wojną światową w Polsce, w powiecie wileńsko-trockim województwa wileńskiego.